# Costaticella gisleni
Costaticella gisleni är en mossdjursart som beskrevs av Silén 1954. Costaticella gisleni ingår i släktet Costaticella och familjen Catenicellidae. Inga underarter finns listade i Catalogue of Life.